# Tom Nyariki
Tom Nyariki (27 settembre 1971) è un ex mezzofondista e maratoneta keniota.

## Palmarès

### Mondiali
- 1 medaglia:
  - 1 bronzo (Atene 1997 nei 5000 m piani)

### Mondiali di corsa campestre
- 1 medaglia:
  - 1 bronzo (Torino 1997)

## Campionati nazionali
1996
- 12º ai campionati kenioti di corsa campestre - 36'52"

1997
- 5º ai campionati kenioti di corsa campestre - 35'40"

1998
- Oro ai campionati kenioti, 5000 m piani - 13'31"0
- 5º ai campionati kenioti di corsa campestre - 36'27"

1999
- 5º ai campionati kenioti, 5000 m piani - 13'33"7

2001
- 6º ai campionati kenioti, 5000 m piani - 13'41"8
- 15º ai campionati kenioti di corsa campestre - 37'34"

2002
- 4º ai campionati kenioti, 10000 m piani - 27'48"12
- 13º ai campionati kenioti di corsa campestre - 37'33"

2003
- 8º ai campionati kenioti di corsa campestre - 36'41"

## Altre competizioni internazionali
1996
- Argento alla Jean Bouin Road Race ( Barcellona), 9,8 km - 27'43"
- Oro al Cross de l'Acier ( Leffrinckoucke) - 29'09"
- 9º al Nairobi International Crosscountry ( Nairobi) - 36'52"
- Oro al Cross du Figaro ( Parigi) - 37'06"

1997
- Argento alla Grand Prix Final ( Fukuoka), 5000 m piani - 13'10"41
- Oro alla Vancouver Sun Run ( Vancouver) - 27'56"
- Argento alla Carlsbad 5000 ( Carlsbad), 5 km - 13'17"
- Oro al Cross de l'Acier ( Leffrinckoucke) - 29'22"
- Argento al Juan Muguerza Memorial Crosscountry ( Elgoibar) - 32'26"
- Oro all'Almond Blossom Cross Country ( Albufeira) - 28'41"
- 10º al Nairobi International Crosscountry ( Nairobi) - 36'02"

1998
- Bronzo in Coppa del mondo ( Johannesburg), 3000 m piani - 7'59"46
- Argento alla Crescent City Classic ( New Orleans) - 27'31"
- Argento alla Carlsbad 5000 ( Carlsbad), 5 km - 13'21"
- Argento al Campaccio ( San Giorgio su Legnano) - 35'27"
- Bronzo al Mombasa International Crosscountry ( Mombasa) - 35'38"
- Oro all'Almond Blossom Cross Country ( Albufeira) - 29'30"

1999
- Argento alla Parelloop ( Brunssum) - 27'45"
- Argento alla Crescent City Classic ( New Orleans) - 27'58"
- Oro alla Great Caledonian Run ( Balmoral) - 28'25"
- 4º al Nairobi International Crosscountry ( Nairobi) - 36'48"
- Oro all'Almond Blossom Cross Country ( Albufeira) - 29'39"

2000
- Oro al Cross Val de Marne ( Val de Marne) - 27'23"

2001
- 4º alla Carlsbad 5000 ( Carlsbad), 5 km - 13'24"
- Oro al Cross Internacional de Soria ( Soria) - 26'36"

2002
- 4º alla Utica Boilermaker ( Utica), 15 km - 43'35"
- Argento alla Crescent City Classic ( New Orleans) - 27'44"
- 5º alla Peachtree Road Race ( Atlanta) - 28'12"
- 4º alla World's Best 10 km ( San Juan) - 28'23"
- Oro alla Boulder 10 km ( Boulder) - 29'08"
- Oro all'Almond Blossom Cross Country ( Albufeira) - 29'48"

2003
- Argento alla Mobile Azalea Trail Run ( Mobile) - 27'41"
- Bronzo all'Almond Blossom Cross Country ( Albufeira) - 30'01"

2005
- 22º alla Maratona di Chicago ( Chicago) - 2h21'51"

2006
- 13º alla Maratona di New York ( New York) - 2h15'58"
- Oro alla New York Half Marathon ( New York) - 1h01'22"

2007
- Oro alla Boston BAA Half Marathon ( Boston) - 1h02'20"
- Bronzo alla Virginia Beach Rock 'n' Roll Half Marathon ( Virginia Beach) - 1h02'30"
- Argento alla Philadelphia Distance Run Half Marathon ( Filadelfia) - 1h02'04"
- 4º alla San Jose Rock 'n' Roll Half Marathon ( San Jose) - 1h02'17"